# Assassins
Pour les articles homonymes, voir Assassin.
Le nom d'Assassins (en arabe : حشاشين, ḥašašyīn) désigne un ordre religieux militaire lié aux musulmans ismaélites Nizârites créée par Hassan ibn al-Sabbah en 1090 et qui fut actif entre le XIe et le XIIIe siècles.
À la suite du meurtre de Conrad de Montferrat, les Assassins ont fini par être redoutés des Croisés qui ont vanté leurs exploits réels et imaginaires, jusqu'à faire rentrer le mot assassin dans le langage courant pour désigner un meurtrier.
Les dirigeant depuis leur forteresse d'Alamut en Perse, ou depuis leurs repaires dans les montagnes en Syrie, leur chef s'est retrouvé désigné en occident comme le « Vieux de la Montagne », étant décrit par Marco Polo et dans différentes fictions médiévales comme utilisant des drogues dont le haschich pour forcer ses disciples à accomplir ses volontés.   
En 1967, Bernard Lewis, inventeur du concept du choc des civilisations, dont il ne faut pas oublier la proximité avec les milieux néo-conservateurs américains et d'extrême droite israéliens, pays dont il avait les deux nationalités en plus de la nationalité britannique, a qualifié les Assassins de secte radicale de l'islam.  
Cette qualification du fait des convictions politiques de Lewis reste sujette à caution, l'histoire de l'islam ayant toujours trouvé une lecture très radicale de la part des chercheurs orientalistes anglo-américains, en particulier par Lewis lourdement critiqué par le chercheur palestinien Edward Said. 

## Origine

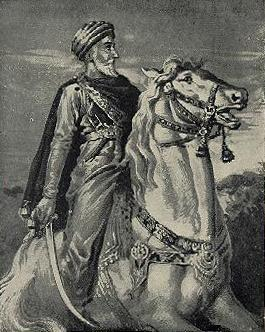
Rendu artistique d'Hassan ibn al-Sabbah.

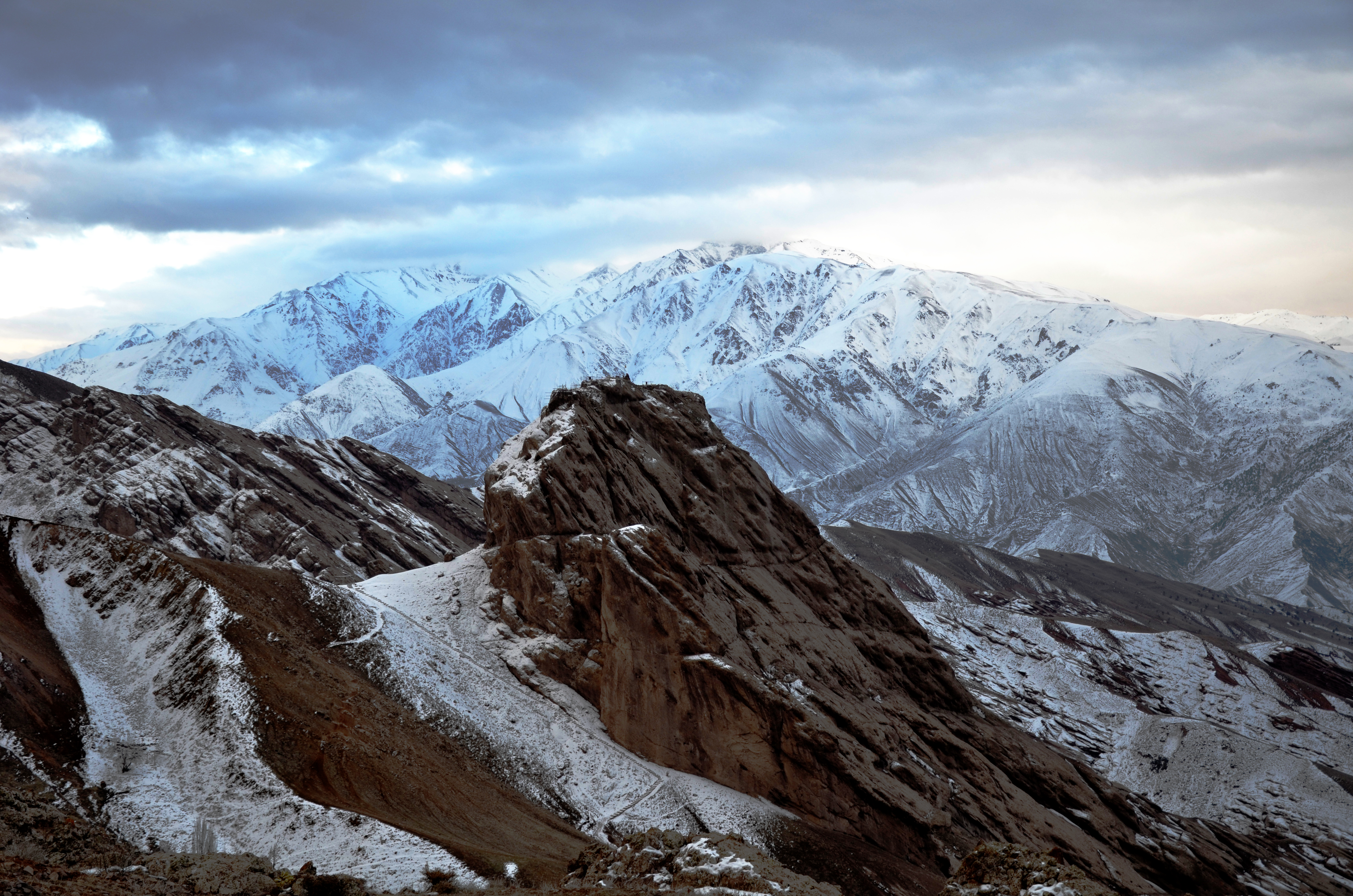
Vestiges du château d'Alamut dans la province de Qazvin.

La naissance de cet ordre s'inscrit dans le contexte du conflit de succession entre sunnites et chiites, alors que les sunnites ont la mainmise sur le Moyen-Orient, une résistance chiite ismaélienne se met en place contre l'occupant Seljoukide en l'an 1090. 
Lors d'une crise de succession au sein des Fatimides, Hassan ibn al-Sabbah est contraint à l'exil pour avoir choisi le parti de Nizâr, un jeune prince prétendant au trône des califes Fatimides qui avait promis la reconquête de la Perse aux mains des Seljoukides.
Cette scission créera le Nizârisme, une communauté dissidente de l'ismaélisme des Fatimides. Le fondement de l'ordre est basé principalement sur le mysticisme et l'ésotérisme (bâtin arabe : باطِن), en plus de combiner des pratiques jugées hétérodoxes pour la plupart des musulmans.
Alors qu'il logeait à Alamut, Hassan ibn al-Sabbah, fin stratège, perspicace et avide de pouvoir, réussit à gagner les faveurs d'une bonne partie des habitants (alors zaydites à cette époque), qui finiront par se ranger du côté de l'ismaélisme. En 1090, accompagné de quelques disciples, il finira par prendre Alamut sans la moindre effusion de sang. Menacé dans son autorité et désavoué, l'ancien maître des lieux a simplement quitté la forteresse qu'Hassan ibn al-Sabbah a rachetée pour la somme de 3 dinars d'or. C'est à la suite de cet événement, en l'an 1090, que la forteresse d'Alamut deviendra officiellement le nouveau siège de l'ordre des Assassins, un lieu étatique et de fanatisation pour les Nizârites.

## Étymologie et usage
L'utilisation du mot assassins se fait d'abord en italien depuis le XIIIe siècle pour qualifier "les membres d'une secte de fanatiques musulmans de l'Asie occidentale qui, au temps des Croisades, exécutaient souvent des chefs chrétiens ». Et son correspondant français, de sens identique, est quant à lui attesté depuis 1195.
L'origine du mot « assassins » a longtemps été réputée puiser son origine dans la forme plurielle du mot arabe Hashashiyyin (singulier Hashashiyya), dénomination attribuée par leurs ennemis aux Ismaëliens de Syrie coupables de nombreux assassinats envers des Chrétiens et des Musulmans. 
Mais une autre origine arabe du mot est possible autour du terme-racine « Assas », Asl, Usûl, c’est-à-dire « base, source, principes, fondements » voire « gardiens » de la foi islamique. Utilisant le suffixe « ins » pour marquer le pluriel - comme dans bédouins par exemple, les Assassins ismaélites seraient tout tout simplement les « vrais croyants ».
Dans le même sens, Amin Maalouf, s'appuie sur des textes d'Alamut pour prétendre que Hassan-i Sabbah avait tendance à appeler ses disciples Asāsīyūn (أساسيون, signifiant « les gens fidèles au fondement [de la foi] »), et que la dérivation du terme haschisch serait un malentendu de voyageurs étrangers.

## Plus d'histoire
Alors que le terme « Assassins » se réfère généralement à l'ensemble de l'ordre médiéval des Nizârites, il s'agit seulement d'une classe d'acolytes connus comme les fedayin effectivement engagés dans des missions ayant pour but d'assassiner des personnes ciblées. Manquant d'une véritable armée, les Nizârites se sont appuyés sur ces guerriers pour mener à bien de l'espionnage et des assassinats d'ennemis importants (califes, vizirs, sultans et chefs croisés).
Les Nizârites constituaient une menace militaire pour l'empire seldjoukide sunnite dans leurs territoires, en s'emparant de nombreuses forteresses de montagne dans toute la Perse, et plus tard en Syrie, sous la direction d'Hassan ibn al-Sabbah.
Les Métualis du Liban et de Galilée pourraient être les débris de l'ordre des Assassins, ce qu'avance Paul Casanova dans ses lettres à Gaillardot. 
Des débris de l'ordre se retrouvent également en Tunisie et en Algérie, sous les tribus des Ouled M’fedda en Tunisie et Ouled Achicha en Algérie, leur origine serait hudhaylite et auraient participé à l’islamisation du Proche-Orient, notamment sous le règne Ayyoubide, l’étymologie des tribus renvoyant à la secte.

## Opérations
Alors que le terme « Assassins » renvoie à l'ordre dans son entier, en réalité seule une partie des membres de la secte, connus sous le nom de fedayin (au sens de celui qui sacrifie sa vie) ont réellement pratiqué l'assassinat.

## Culture populaire
La secte des Nizârites a inspiré différentes œuvres.

### Littérature
- Judith Gautier, Le Vieux de la montagne, 1893.
- Freya Stark, La Vallée des Assassins, 1934 (The Valleys of the Assassins  and Other Persian Travels).
- Vladimir Bartol, Alamut, 1938.

### Jeux vidéos
- La série de jeux vidéo Assassin's Creed développée par le studio français Ubisoft[12],[13].
- La série de jeux vidéo Broken Sword (les Chevaliers de Baphomet) imaginée par Charles Cecil et développé par Revolution Software.

#### Sources
- Marco Polo, La description du monde. Édition et traduction par Pierre-Yves Badel, Paris, Le Livre de poche, coll. « Lettres gothiques », 1998. Chap. 39 - 42, p. 114 - 121[14] [Lire en ligne les passages correspondants à ces pages dans l'éd. d'Eugène Müller, Delagrave, 1888: a) chap. 28... (page consultée le 8 février 2025)] [...Et b) chap. 29 (page consultée le 8 février 2025)]

#### Études
- Yves Bomati, Les Assassins d'Alamût. Les dessous d'une politique de la terreur, Paris, Armand Colin, 2024, 285 p. (ISBN 978-2-200-63742-2)

- Catherine Croizy-Naquet, « Légende ou histoire ? : les Assassins dans l'Estoire de guerre sainte d'Ambroise et dans la Chronique d'Ernoul et de Bernard le Trésorier », Le Moyen Âge, vol. CXVII, no 2,‎ 2011, p. 237-257 (DOI 10.3917/rma.172.0237, lire en ligne, consulté le 29 avril 2017).

- (en) Farhad Daftary, The Isma'ilis, Their History and Doctrines, Cambridge, Cambridge University Press, 1990, 804 p. (ISBN 978-0-521-37019-6)
- Farhad Daftary, Les Ismaéliens. Histoire et traditions d'une communauté musulmane, Paris, Fayard, 2004, 370 p.
- Farhad Daftary (trad. de l'anglais par Zarien Jaran-Badouraly, préf. de Christian Jambet), Légendes des Assassins. Mythes sur les Ismaéliens, Paris, Vrin, 2007 (1re éd. 1994) (ISBN 978-2-711-61862-0)
- Joseph von Hammer-Purgstall, Histoire de l'Ordre des Assassins (trad. de l'allemand par J. Heller et P.A. de la Nourais), Rosières-en-Haye, Camion noir, 2017 [première parution 1833 [lire en ligne (page consultée le 8 octobre 2020 sur gallica.bnf.fr)]].
- (en) Enno Franzius, History of the Order of Assassins, New York, Funk & Wagnalls, 1969
- Marshall Hodgson (en), The Order of Assassins, New York, A.M.S. Press, 1980
- Bernard Lewis (trad. de l'anglais par Annick Pélissier, préf. de Maxime Rodinson), Les Assassins. Terrorisme et politique dans l'islam médiéval, Bruxelles, Éditions Complexe, 2001 (1re éd. 1967), 208 p. (ISBN 2-870-27845-4)

- Amin Maalouf, Les Croisades vues par les Arabes, Paris, J'ai lu, 2015 (1re éd. 1983 (JC Lattès)), 317 p. (ISBN 978-2-290-11916-7 et 9782290119167, OCLC 924848355).
- Jacques Paviot, « Le rêve inachevé des Empires arabes (VIIe – XVe siècle). », dans Patrice Gueniffey et Thierry Lentz (Dir.), La fin des Empires, Paris, Perrin, coll. « Synthèses historiques », 2016, 480 p. (ISBN 978-2-262-05160-0, lire en ligne), p. 121-140

- (de) Venceslas Rzewuski, Fundgruben des Orients [« Mines de l'Orient »], Vienne, Anton Schmid, K. K. Buchdrucker, 1813, 201–207 p. (lire en ligne)
- Antoine-Isaac Silvestre de Sacy, « Mémoire sur la Dynastie des Assassins et sur l’Étymologie de leur Nom » in Institut Royal de France, vol. 4, 1818, p. 1-84. Lire en ligne / Publié également in Farhad Daftary, Légendes des Assassins: Mythes sur les Ismaéliens. Paris, Vrin, 2007, p. 133 - 181.
- (en) Peter Willey, The Castles of the Assassins, Londres, George G. Harrap, 1963 (OCLC 575253997)

#### Dans la littérature
- Vladimir Bartol (trad. du slovène par Andrée Lück-Gaye), Alamut, Paris, Éditions Libretto, 2012, 577 p. (ISBN 978-2-752-90626-7)Première édition avec trad. par Claude Vincenot, et préface de Jean-Pierre Sicre, Phébus, 1998  (ISBN 978-2-85940-518-2)

- Freya Stark, La Vallée des Assassins, Paris, Payot, 2002 (1re éd. 1991) (ISBN 978-2-228-88357-3, lire en ligne)L'ouvrage à lire en ligne est l'édition originale de 1934 en anglais.
- Judith Gautier, Le Vieux de la montagne  et Cie, 1893., Paris, Armand Colin, 1893 (lire en ligne)